# العلاقات الدنماركية الفانواتية
العلاقات الدنماركية الفانواتية هي العلاقات الثنائية التي تجمع بين الدنمارك وفانواتو.

## مقارنة بين البلدين
هذه مقارنة عامة ومرجعية للدولتين:
| وجه المقارنة                                              | الدنمارك                                                     | فانواتو                                  |
| --------------------------------------------------------- | ------------------------------------------------------------ | ---------------------------------------- |
| المساحة (كم2)                                             | 42.92 ألف                                                    | 12.19 ألف                                |
| عدد السكان (نسمة)                                         | 5.79 مليون                                                   | 276.24 ألف                               |
| الكثافة السكانية (ن./كم²)                                 | 134.9                                                        | 22.66                                    |
| العاصمة                                                   | كوبنهاغن                                                     | بورت فيلا                                |
| اللغة الرسمية                                             | اللغة الدنماركية                                             | اللغة البسلاما، لغة فرنسية، لغة إنجليزية |
| العملة                                                    | كرونة دنماركية                                               | فاتو فانواتي                             |
| الناتج المحلي الإجمالي (بليون دولار)                      | 324.87 مليار                                                 | 862.88 مليون                             |
| الناتج المحلي الإجمالي (تعادل القوة الشرائية) بليون دولار | 278.61 مليار                                                 | 790.76 مليون                             |
| الناتج المحلي الإجمالي الاسمي للفرد دولار أمريكي          | 51.99 ألف                                                    | 2.81 ألف                                 |
| الناتج المحلي الإجمالي للفرد دولار أمريكي                 | 45.54 ألف                                                    | 3.03 ألف                                 |
| مؤشر التنمية البشرية                                      | 0.900                                                        | 0.594                                    |
| رمز المكالمات الدولي                                      | +45                                                          | +678                                     |
| رمز الإنترنت                                              | .dk                                                          | .vu                                      |
| المنطقة الزمنية                                           | توقيت وسط أوروبا، ت ع م+02:00، ت ع م+01:00، أوروبا/كوبنهاجن ‏ | ت ع م+11:00                              |

## منظمات دولية مشتركة
يشترك البلدان في عضوية مجموعة من المنظمات الدولية، منها:
| علم المنظمة | اسم المنظمة                        | تاريخ انضمام الدنمارك | تاريخ انضمام فانواتو |
| ----------- | ---------------------------------- | --------------------- | -------------------- |
|             | يونسكو                             | 4 نوفمبر 1946         | 10 فبراير 1994       |
|             | مؤسسة التمويل الدولية              | 20 يوليو 1956         | 28 سبتمبر 1981       |
|             | بنك التنمية الآسيوي                | 1966                  | 1981                 |
|             | منظمة حظر الأسلحة الكيميائية       | ?                     | ?                    |
|             | مؤسسة التنمية الدولية              | 30 نوفمبر 1960        | 28 سبتمبر 1981       |
|             | منظمة التجارة العالمية             | 1995                  | ?                    |
|             | وكالة ضمان الاستثمار متعدد الأطراف | 12 أبريل 1988         | 27 يوليو 1988        |
|             | الاتحاد البريدي العالمي            | ?                     | ?                    |
|             | الاتحاد الدولي للاتصالات           | 1866                  | 30 مارس 1988         |
|             | الأمم المتحدة                      | 24 أكتوبر 1945        | 15 سبتمبر 1981       |
|             | البنك الدولي للإنشاء والتعمير      | 30 نوفمبر 1960        | 28 سبتمبر 1981       |

## وصلات خارجية
- موقع وزارة الخارجية الدنماركية